# Terebratulina callinome
Terebratulina callinome är en armfotingsart som beskrevs av Dall 1920. Terebratulina callinome ingår i släktet Terebratulina och familjen Cancellothyrididae. Inga underarter finns listade i Catalogue of Life.